# 雞公嶺
雞公嶺（英語：Kai Kung Leng）是香港新界西北的一座山峰，位於元朗新市鎮和粉嶺／上水新市鎮之間，海拔585米。

## 名稱
雞公嶺原名圭角山或掛角山。根據《大清一統志》：「掛角山，在縣南三十里，兩峰突起如角，曰大掛，小掛，一名牛潭山」。而在《新安縣志》中，「掛角山一名桂角在縣東南四十里。山多老桂，兩峰對峙，其形如角，故名」。

## 地理
雞公嶺在十八區區域行政上大部份屬於元朗區，惟東北麓則屬於北區。山嶺大部份屬於林村郊野公園，西北麓除外。
雞公嶺由兩大山峰群組成，雞公嶺主峰上的三個山頭由西至東細分為大羅天（大卦）（572米）、羅天頂（585米）和龍潭山（550米）。其西的副峰稱為雞公山（金雞嶺、小掛（374米）。

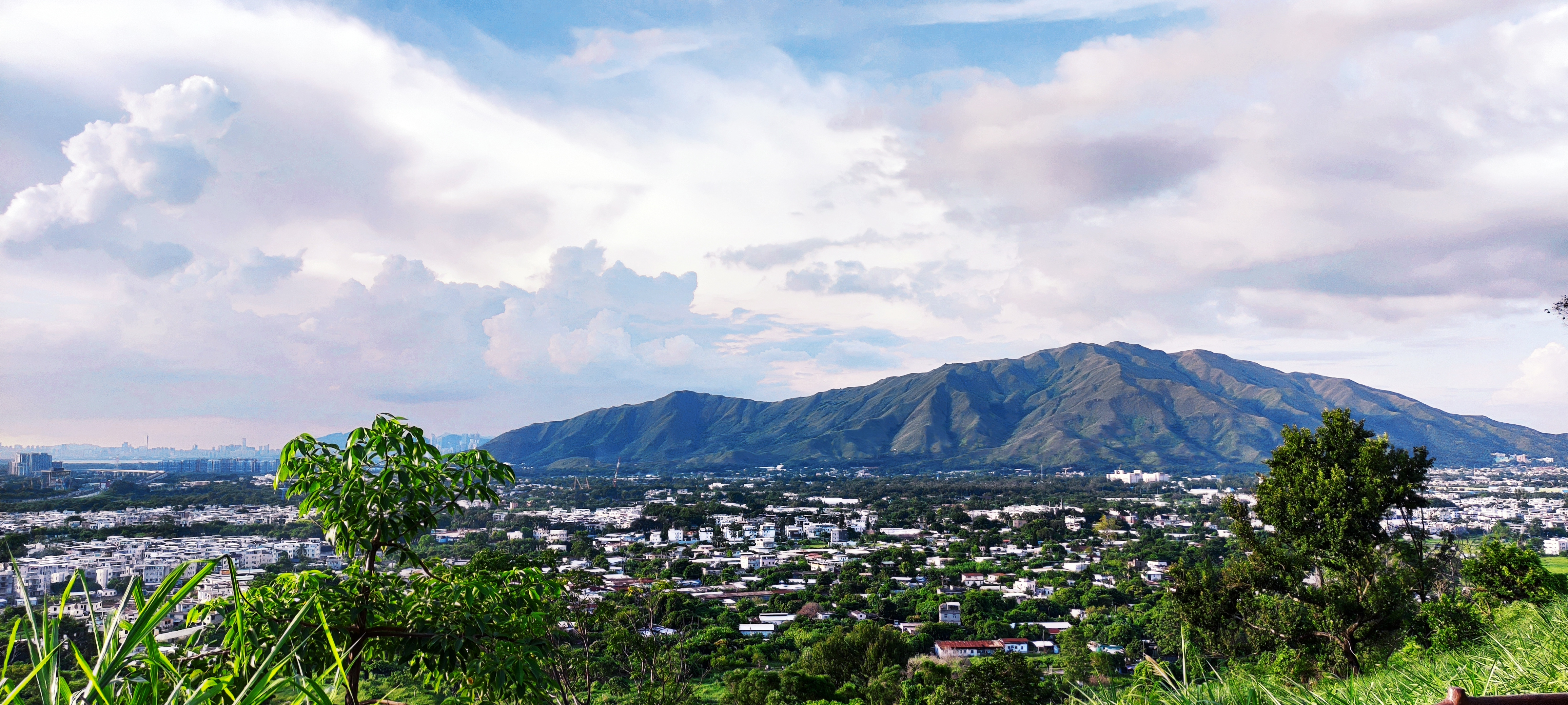
雞公嶺

該山山體廣闊，而其東、北和西方都沒有比它高的山，所以從元朗和上水等地都可清楚望見。站在山上，可鳥瞰元朗平原和米埔一帶的鄉郊景色以及深圳市區與蛇口一帶景色。雞公嶺的山脊東西走向，東西兩端分別為蕉徑和逢吉鄉，亦是主要的登山入口。雖然山嶺屬於郊野公園範圍，但沒有任何郊遊設施。路徑除了沒有維修之外，更因為非法越野電單車活動而變得打滑，所以只宜有經驗的遠足者前往。
雞公嶺向北伸展，有牛潭山（337米）和麒麟山（222米）。雞公嶺的東南面有一走向和大小相若的大刀屻和北大刀屻，兩組山峰之間的山谷則建有粉錦公路，沿途主要有八鄉和錦田。

## 設施
兩山山頂均設有三角測量站，其中一個建於西面的572米山頭。副峰設有香港數碼地面電視廣播之輔助發射站，服務元朗東部、錦田、水邊村及輞井圍等地。